# Sizzo III. (Schwarzburg-Käfernburg)
Kloster Georgenthal

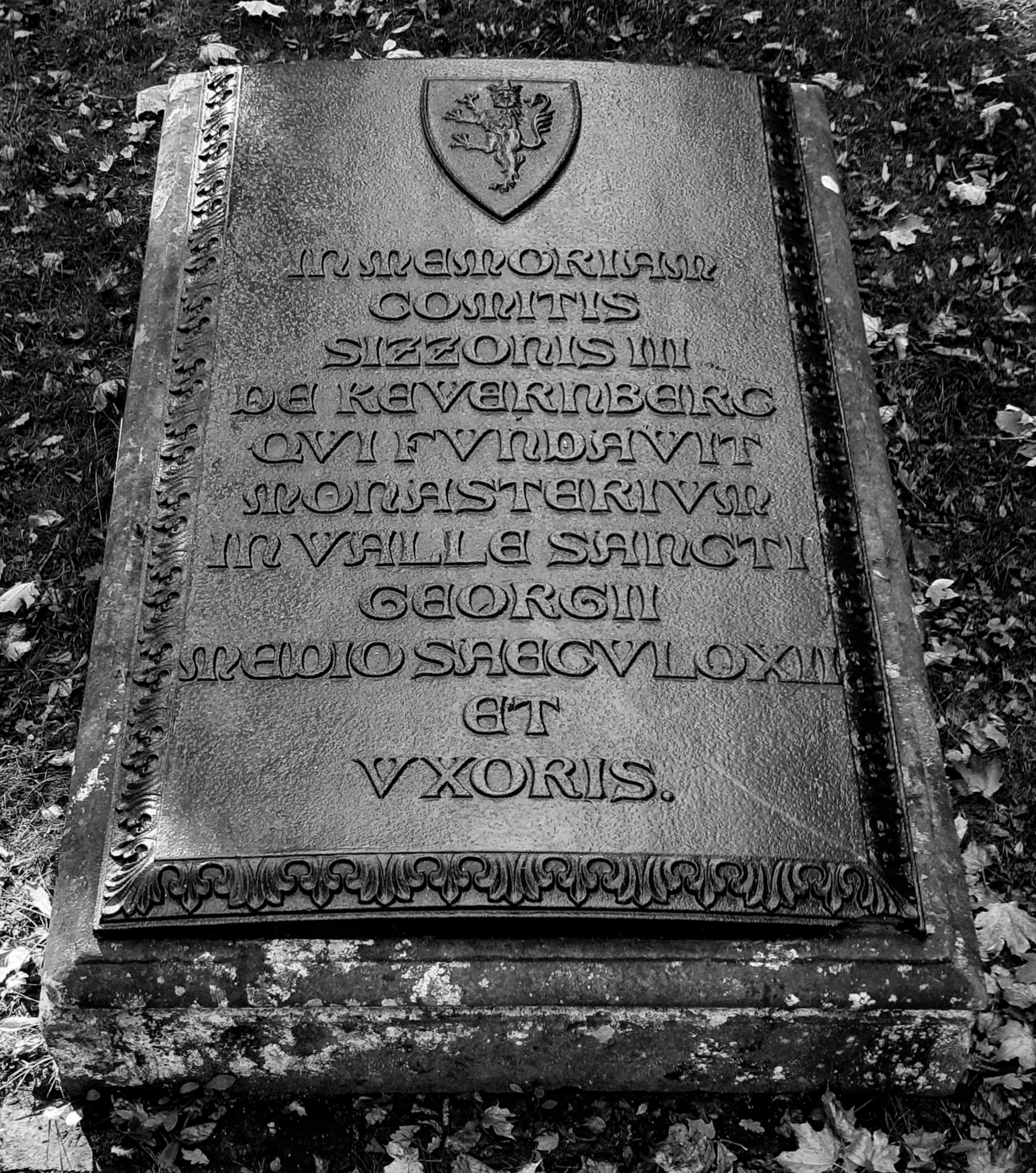
Grabplatte des Grafen Sizzo III. von Schwarzburg-Käfernburg und seiner Frau in der Klosterruine Georgenthal

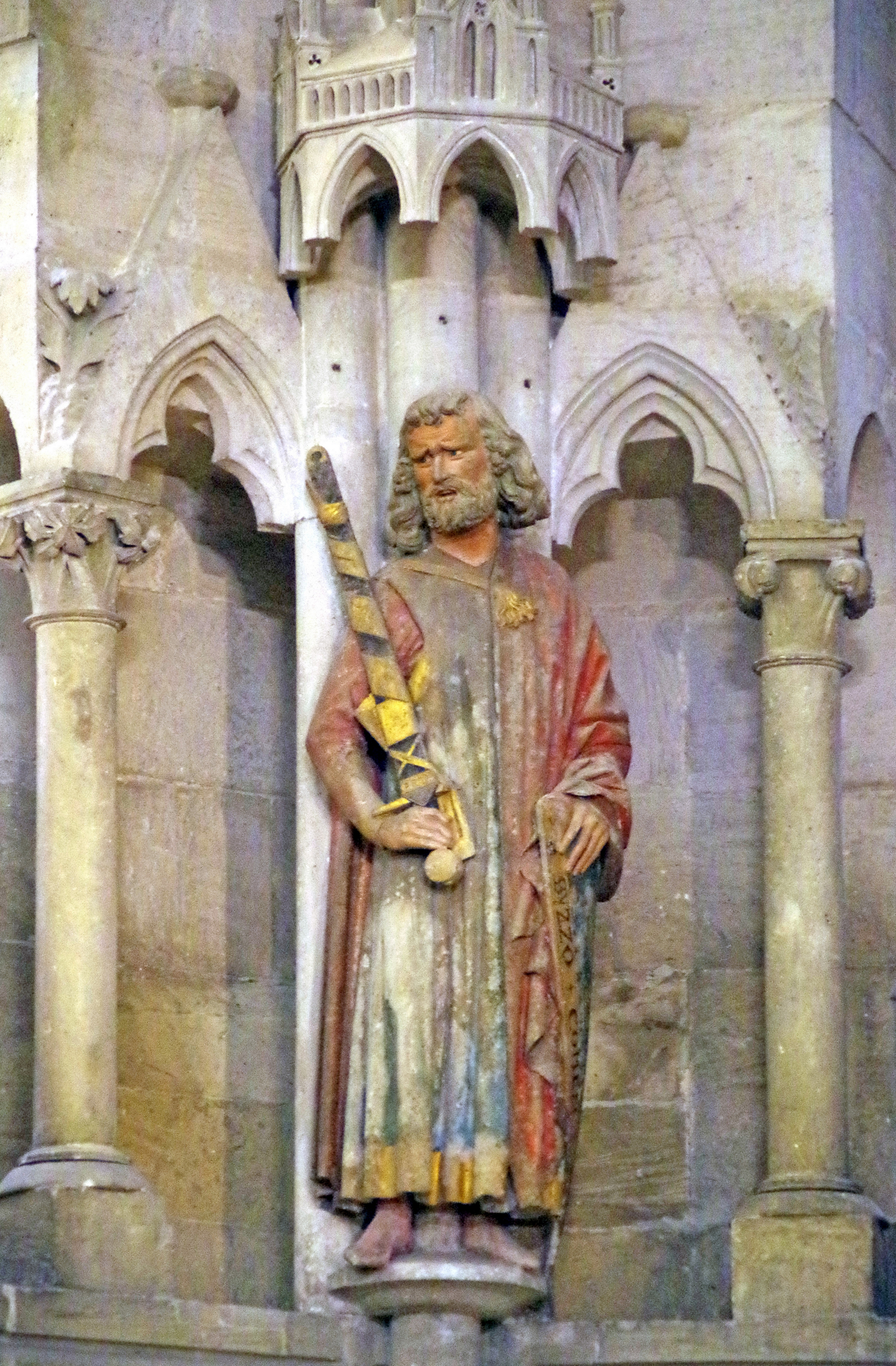
Naumburger Dom, Stifterfigur Syzzo von Schwarzburg-Käfernburg

Sizzo III. von Schwarzburg-Kevernburg (auch Syzzo, * ca. 1093; † 19. Juni 1160) war Graf von Schwarzburg und ab 1141 auch Graf von Kevernburg. Er ist der Stammvater des Hauses Kevernburg-Schwarzburg.

## Leben
Über seine Abstammung herrscht Unklarheit. Er ist entweder einziger Sohn des Grafen Günther I. von Schwarzburg und der Mechthild von Kiew, Tochter von Fürst Jaropolk (Erbin von Beichlingen), oder – nach Hans Patze – Sohn des Grafen Sizzo II.
Der Graf nannte sich nachweisbar erstmals Graf von Schwarzburg. Dies belegt ein Dokument aus dem Jahr 1123 des Mainzer Erzbischofs Adalbert I. von Saarbrücken.
Sizzo war Eigentümer der Kevernburg (heute Käfernburg) südöstlich von Arnstadt und der Schwarzburg. Er erwarb auch Blankenburg (Greifenstein).
1143 stiftete er bei Altenbergen ein Zisterzienserkloster, das er seinem Neffen Eberhard aus Morimond unterstellte. Gegen die Gründung protestierte Bischof von Naumburg Udo I. und verlangte die Verlegung, woraus dann Kloster Georgenthal entstand.
1157 zog er mit den Staufern gegen Polen.

## Söhne
- Heinrich I. (* um 1130; † 1184)
- Günther II. (* um 1135; † nach 1197)